# Jacob Epstein

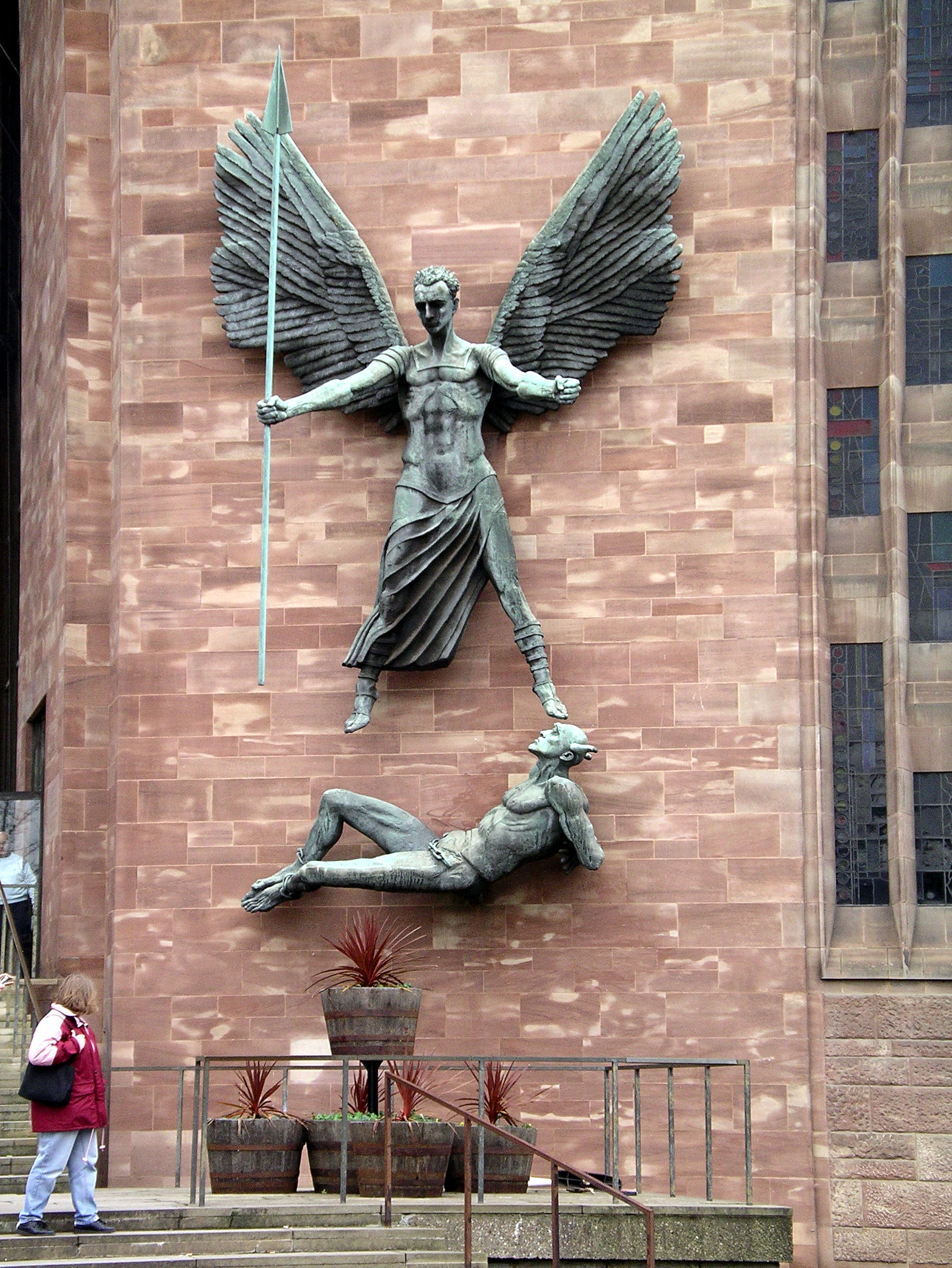
St Michael's Victory over the Devil, 1958, Kathedraal van Coventry

Jacob Epstein (New York, 10 november 1880 – Londen, 19 augustus 1959) was een Amerikaans-Engelse beeldhouwer.

## Zijn leven
Epsteins ouders waren Poolse joden, die zich als vluchtelingen hadden gevestigd in New Yorks Lower East Side. Zijn belangstelling voor het tekenen werd mede veroorzaakt door lange periodes van ziekte. Al vroeg wees hij het orthodoxe geloof van zijn ouders af. Hij interesseerde zich voor pantheïsme en anarchisme, maar stelde later in zijn autobiografie dat zijn enige echte passie kunst was en dat hij als volwassene noch politiek noch religieus actief was geweest. Hij ging kunst studeren, maakte schetsen van de stad en schreef zich in 1900 in bij de Art Students League of New York. Hij voorzag in zijn levensonderhoud door overdag in een bronsgieterij te werken en 's avonds lessen tekenen en beeldhouwen te volgen. Zijn eerste belangrijke opdracht was de illustratie van Hutchins Hapgood's Spirit of the Ghetto. Het geld dat hij hiermee verdiende stelde hem in staat in 1902 naar Parijs te verhuizen. Daar ging hij studeren aan de Académie Julian en de École des Beaux-Arts. In 1905 trok hij naar Londen en verkreeg na zijn huwelijk met Margaret Dunlop in 1907 de Britse nationaliteit. Zijn eerste publieke opdracht bestond uit 18 meer dan levensgrote figuren, in diverse stadia van ontkleding, voor het hoofdkantoor van de British Medical Association aan de Strand in Londen (thans het Zimbabwe House). Veel van Epsteins beeldhouwwerk werd vervaardigd in de twee cottages aan Baldwin's Hill (eerst op nummer 49, later op nummer 50) in Loughton (Graafschap Essex). Tijdens een langer verblijf in Parijs (1912/1913) leerde hij Pablo Picasso, Amedeo Modigliani en Constantin Brâncuşi kennen. Gedurende de Eerste Wereldoorlog diende hij bij het 38th Battalion of the Royal Fusiliers, ook bekend als het Jewish Legion.

## Zijn werk
Epsteins werk was voor zijn tijd hoogst origineel en hij wierp zich op als een pionier van het moderne beeldhouwen. Zijn werk was evenwel zeer controversieel, waarbij menig taboe, vooral ten aanzien van "het fatsoen", werd doorbroken en de publieke opinie regelmatig tegen de haren in werd gestreken. De invloed die hij met zijn werk had op de jongere generatie beeldhouwers zoals Henry Moore en Barbara Hepworth was wellicht beperkt, mede doordat veel van zijn werken niet publiekelijk werden getoond en/of deel uitmaakten van particuliere, veelal Amerikaanse, collecties. Toch is het duidelijk dat Moore en Hepworth met Epstein hun fascinatie deelden voor niet-westerse kunst, zoals aanwezig in het British Museum. Epstein was ook een schilder en hij exposeerde regelmatig in de Leicester Galleries.
Epstein ligt begraven op Putney Vale Cemetary in Londen.

## The Risen Christ
Epstein begon in 1917 aan zijn beeld The Risen Christ, dat zich sinds 1969 bevindt in de collectie van de National Galleries of Scotland in het Schotse Edinburgh. Als voorbeeld diende de zieke en lijdende Nederlandse componist Bernard van Dieren, met wie hij bevriend was en naar wie hij in 1916 al het werk Head of Bernard van Dieren had gemaakt. De kop van Van Dieren werd verder ontwikkeld in een complete Christusfiguur (hoogte 218,5 cm) en werd door Epstein, na een korte periode (1917 - 1918) in militaire dienst, in 1919 voltooid. Epstein stelde het beeld voor het eerst tentoon in 1920 en sprak de intentie uit het beeld, dat hij zag als een anti-oorlogsbeeld, uiteindelijk tientallen meters hoog als een symbolische waarschuwing tegen oorlog te maken. Met het beeld verwante werken:
- Head of Bernard van Dieren (1916)
- Hands of the Risen Christ (1917-1919)
- St. Francis

## Belangrijke werken
- 1907–1908 Ages of Man, British Medical Association, Londen (ernstig beschadigd in de jaren dertig)
- 1911 Oscar Wilde Memorial, Cimetière du Père-Lachaise, Parijs
- 1913–1914 The Rock Drill, Tate Britain, Londen
- 1916 Head of Bernard van Dieren, De Doelen, Rotterdam
- 1917 Venus, Yale-universiteit/Yale Center for British Art, New Haven (Connecticut)
- 1917-1919 The Risen Christ, Scottish National Gallery of Modern Art, Edinburgh
- 1919 Christ, Wheathampstead, Graafschap Hertfordshire
- 1922-1930 Head of Hans Kindler, Kemper Art Museum, St. Louis, MO
- 1923 W. H. Hudson Memorial, Rima, Hyde Park (Londen)
- 1926 Visitation, beeldenpark/beeldenroute Glenkiln Sculptures, (Schotland)
- 1928–1929 Night en Day, reliëfs, 55 Broadway, St. James's Park Station, Londen
- 1933 Head of Albert Einstein, Honolulu Academy of Arts
- 1939 Adam, Blackpool, Engeland. Thans in Harewood House, Leeds
- 1940 Jacob and the Angel, Tate Britain Collection
- 1947 Lazarus, New College, Universiteit van Oxford
- 1950 Madonna and Child, Convent of the Holy Child Jesus, Londen
- 1954 Social Consciousness, Philadelphia Museum of Art, Philadelphia (Pennsylvania)
- 1958 St Michael's Victory over the Devil, Kathedraal van Coventry
- 1959 Rush of Green of Pan, Hyde Park (Londen)

## Fotogalerij

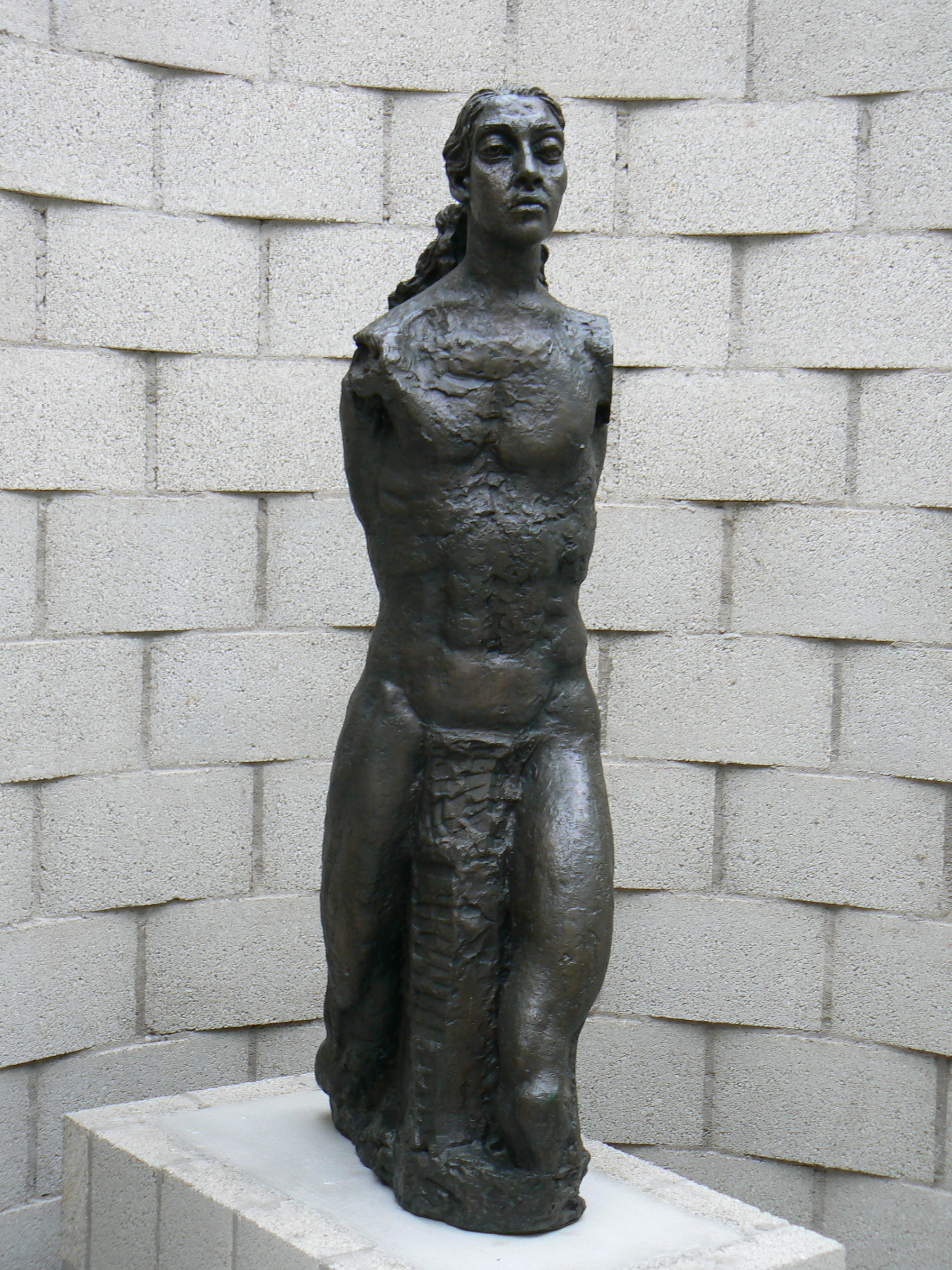
Torso Angel, 1923/1961 Beeldenpark van het Kröller-Müller Museum in Otterlo
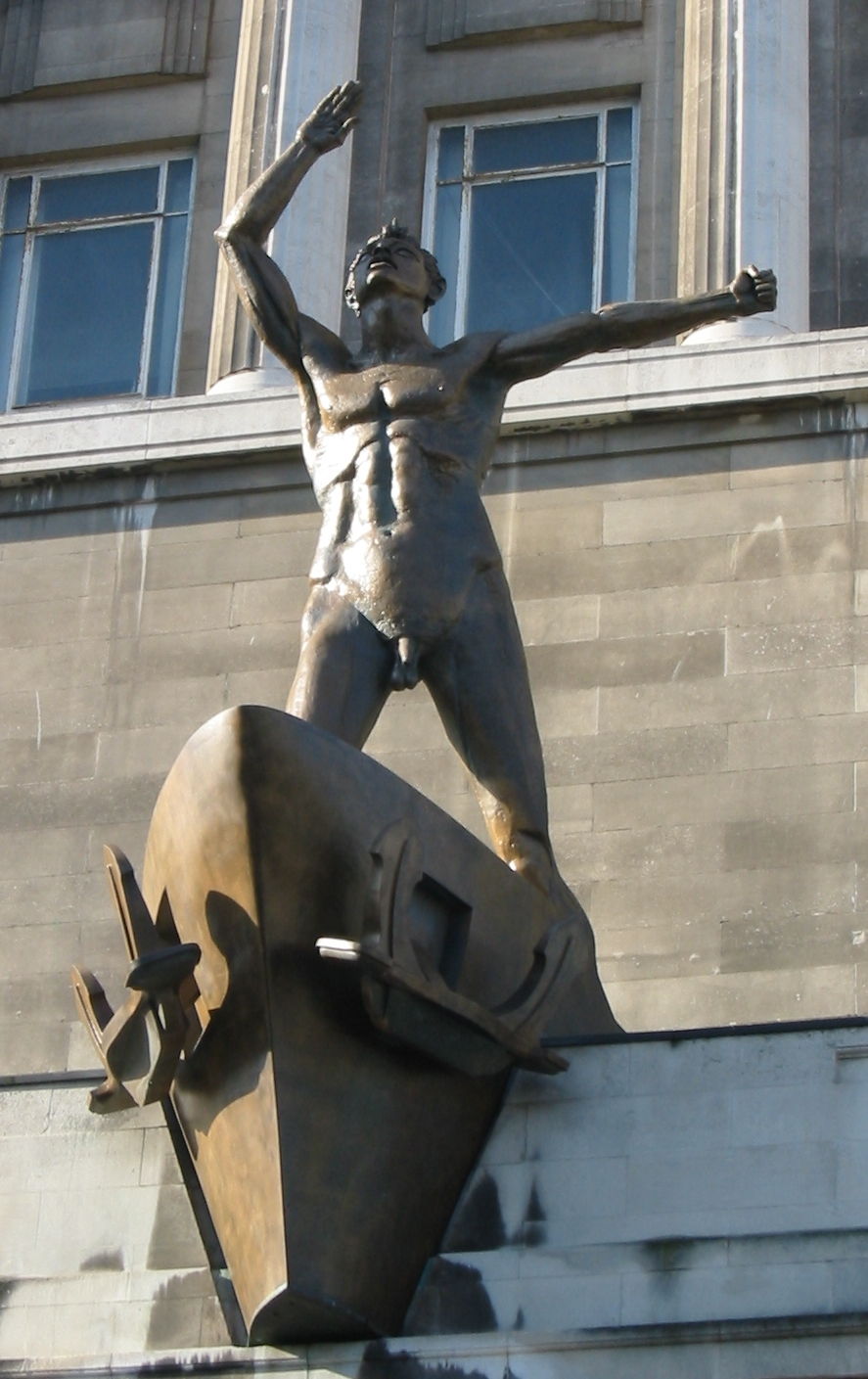
Liverpool Resurgent, 1954-1956, Warenhuis Lewis's, Liverpool
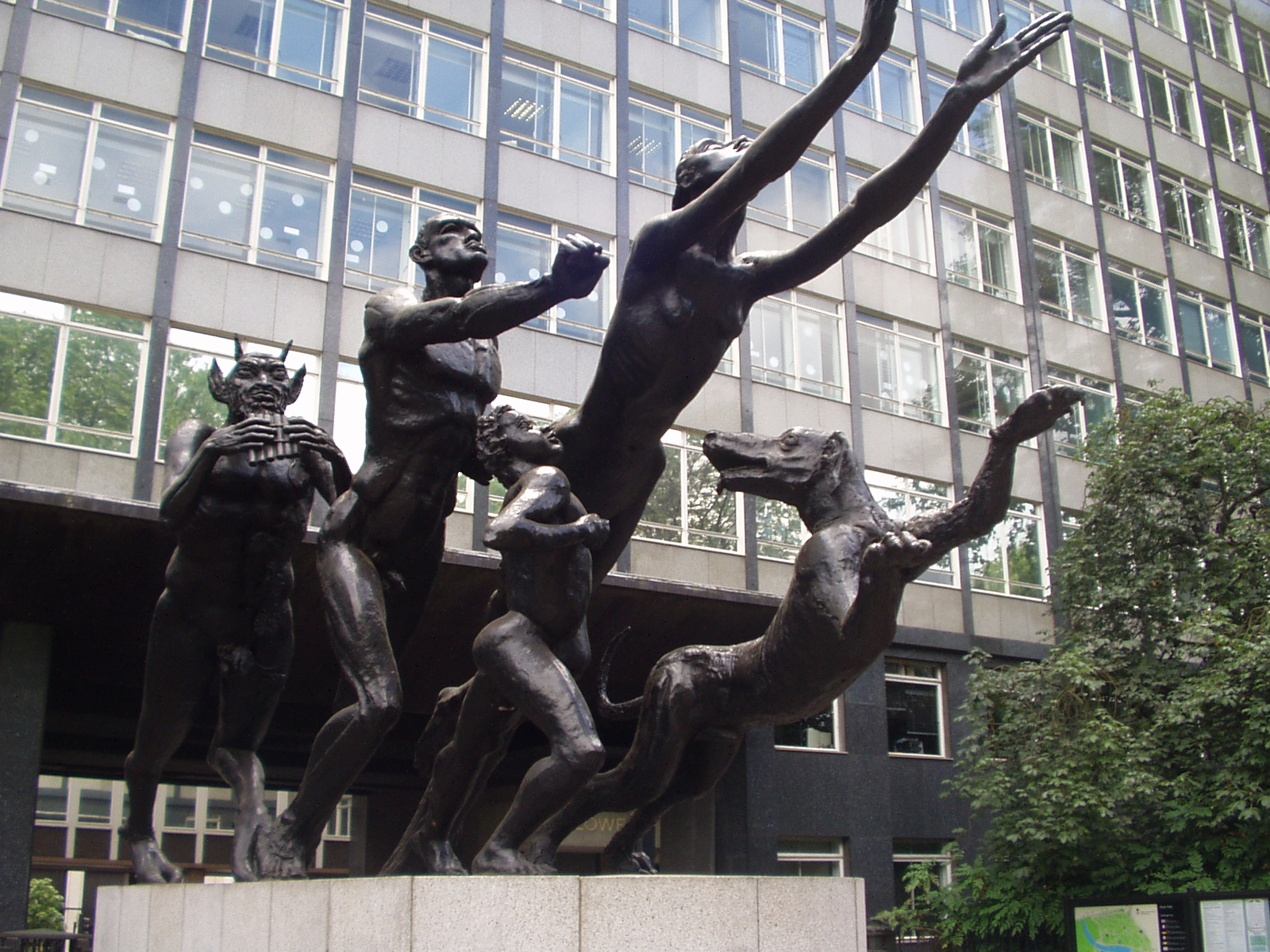
Pan, 1959, Edinburgh Gate, Hyde Park Londen
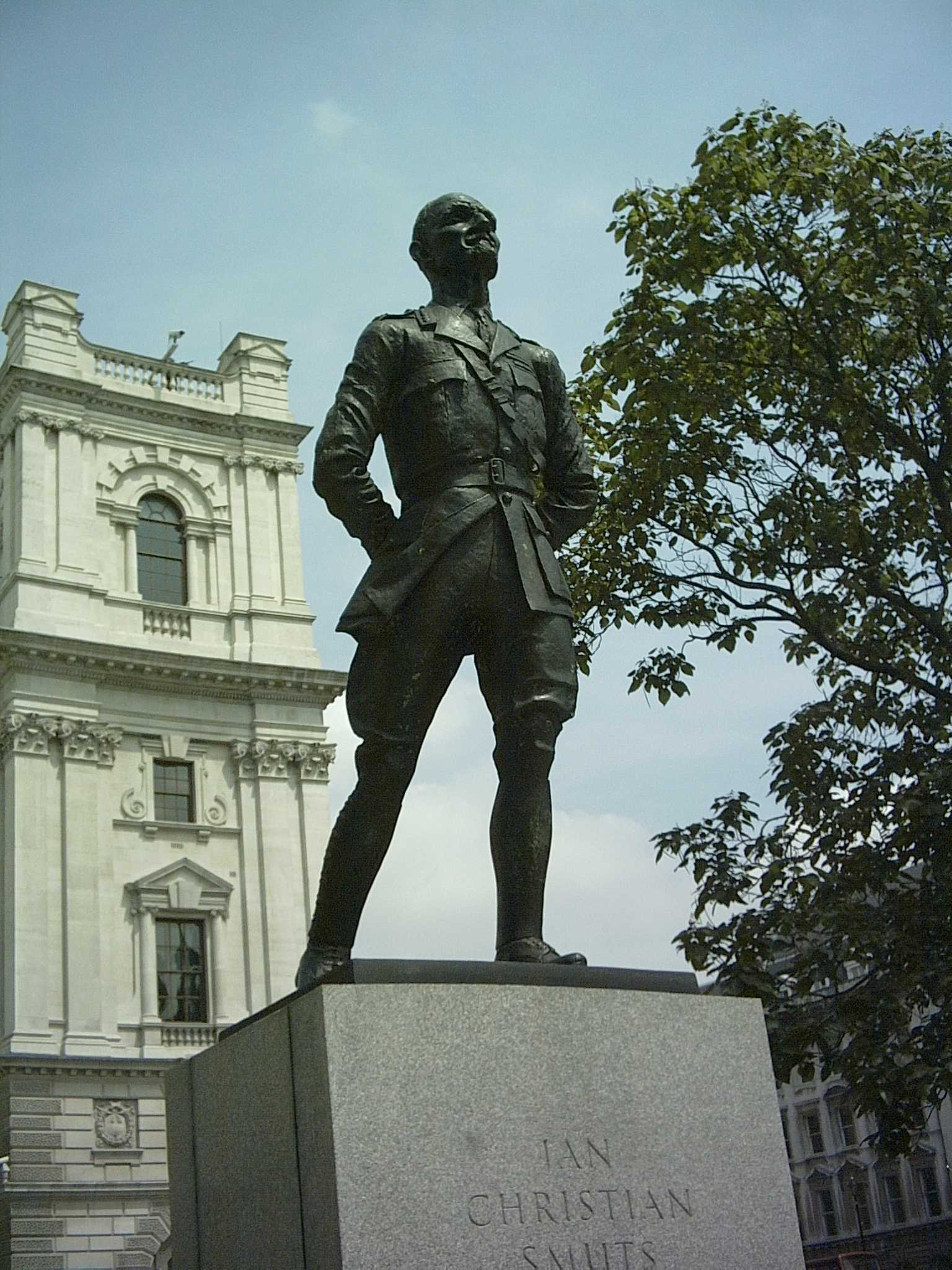
Veldmaarschalk Jan Smuts op het Parliament Square, Londen
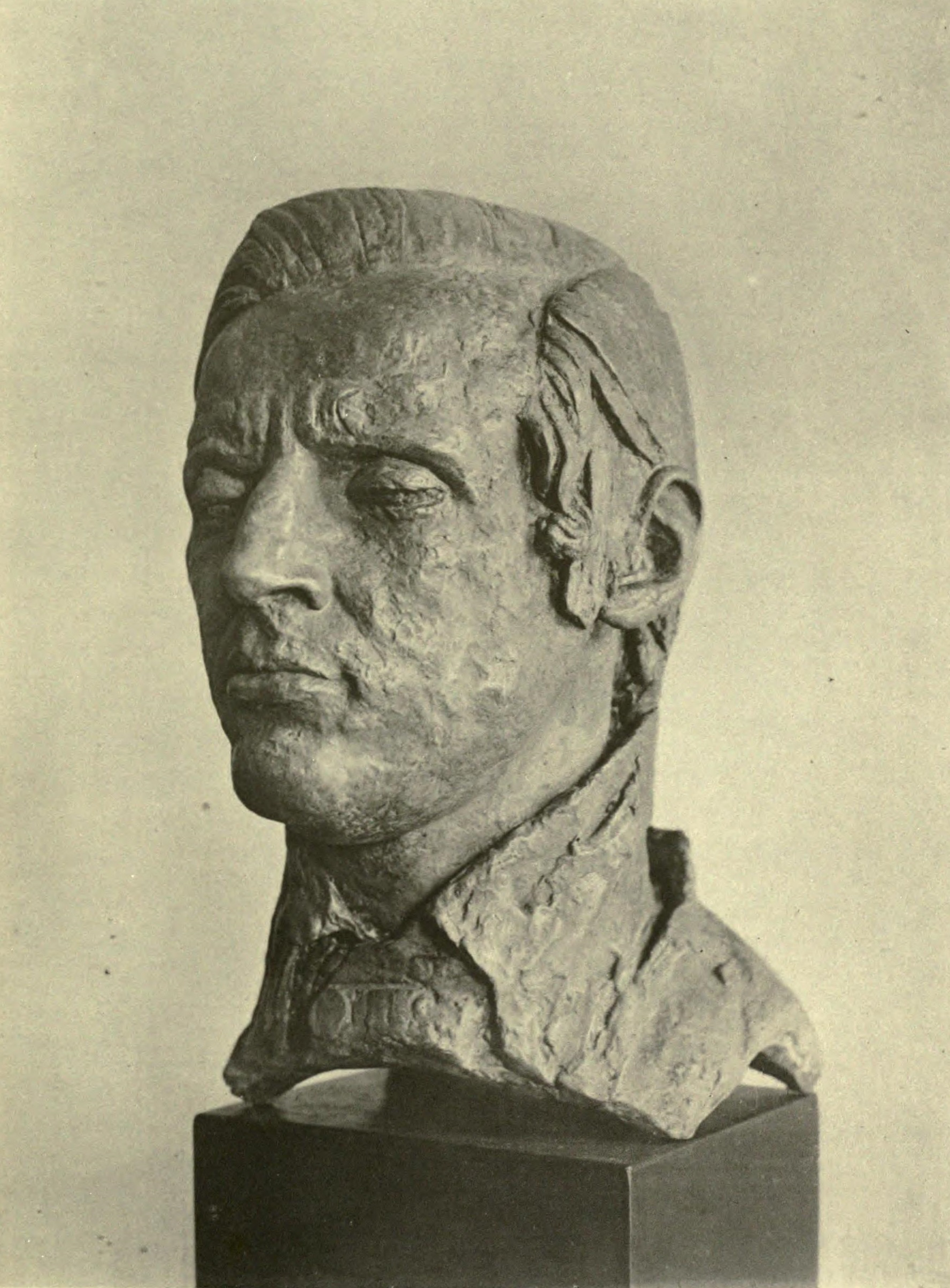
Portretkop Bernard van Dieren